# پرچم آلاباما
پرچم آلاباما پرچم رسمی ایالت آلاباما می‌باشد. این پرچم دومین پرچم تاریخ ایالات آمریکا محسوب می‌گردد. پرچم آلاباما در تاریخ جمعه ۱۶ فوریه ۱۸۹۵ توسط مجلس قانون‌گذاری ایالت آلاباما پذیرفته و در نهایت به رسمیت شناخته شد. این پرچم زمینه‌ای سفید دارد و یک صلیب سنت اندرو به رنگ قرمز لاکی در متن پرچم جای گرفته است.

پرچم پذیرفته‌شده در ۱۳ نوامبر ۱۸۹۵
روی پرچم آلاباما در سال ۱۸۶۱ (میلادی)
پشت پرچم آلاباما در سال ۱۸۶۱ (میلادی)
پرچم استاندارد فرماندار ایالت آلاباما
پرچمی که در دهه ۱۸۰۰ میلادی در اکثر خاک آلاباما کاربرد داشته است.